# Imaginació dialògica
La imaginació dialògica (en anglès "dialogic imagination") és la necessitat de crear significats a partir de la interacció amb altres persones de forma dialògica, relacionant el llenguatge, la interacció i la transformació social. En primer lloc, cada individu interioritza una paraula o concepte utilitzant la intersubjectivitat, és a dir, partint dels esquemes socials. A partir d'aquí, progressivament s'interioritza com un coneixement propi, de manera intrasubjectiva.
Segons Mijaíl Bajtín (Mikhail Mikhailovich Bakhtin), l'elaborador principal de la imaginació dialògica, "l'individu no existeix fora del diàleg", és a dir, el diàleg estableix la participació i l'existència d'aquest. A partir de les reflexions dialògiques produïdes per les persones, es creen nous significats els quals, posteriorment, son integrats en futures converses, afirmant l'existència d'una "cadena de diálogos", gràcies a la naturalesa dialògica de la imaginació.
Aquest terme està molt present en la investigació de l'aprenentatge dialògic, el qual ha sigut objecte d'estudi per autors com Mikhail Mikhailovich Bakhtin,Martin Buber, Bertolt Brecht o Paulo Freire

## Precedents teòrics
El concepte d'imaginació dialògica es desenvolupa a la publicació realitzada i editada per Caryl Emerson Arxivat 2019-03-16 a Wayback Machine. i Michael Holquist en 1981 del llibre de Mijail Bajtín; The Dialogic Imagination, el qual consta de quatre assajos. A partir d'aquest llibre, a més del concepte d'imaginació dialògica començaran a sorgir una sèrie de treballs inspirats en les idees bakhtinianes(com per exemple el dialogisme o heteroglòssia) els quals estendran el camp de les teories literàries i lingüístiques ajudant a comprendre l'impacte del llenguatge en allò subjectiu i social al món. Idees com ara que el subjecte ha de ser comprès com allò completament dialògic i que lo social ha de ser tractat com un procés de construcció continuat, han estat fonamentals per al desenvolupament contemporani de diversos camps i teories.

### Mijaíl Bajtín: Imaginació dialògica
Mijail Bajtín (1981) va ser un pensador contemporani considerat com un teòric del llenguatge, la  novel·la, la sociologia i psicologia. L'objectiu de les seves obres és apropar-se al llenguatge per trobar allò social i allò subjectiu.
Bajtín entén el llenguatge com un fenomen social, és a dir, un conjunt d'interaccions que realitzen diferents individus on mantenen relacions dialògiques. Aquest s'articula a través de la “comunicació dialògica”que va integrat per un receptor i un emissor que intercanvien enunciats, aquests enunciats tenen unes característiques pròpies, com per exemple les intencions i l'estil, donant resultat a un significat determinat.
Una de les seves principals aportacions en el camp literari va ser la creació del concepte “gènere discursiu”. Aquest gènere es regeix de forma dialògica i es construeix a partir de la pràctica quotidiana dels qui utilitzen la llengua. L'ús de la llengua es porta a terme a través d'enunciats específics, que reflecteixen  les condicions concretes de cada circumstancia quotidiana, els quals consten de: el contingut temàtic, l'estil verbal i la seva estructuració i composició. Per una banda, en el gènere discursiu trobem el gènere primari on es dona en la comunicació més immediata i quotidiana i per altra banda, el gènere secundari (més complexa) el qual trobem en la comunicació cultural, és a dir, en una comunicació més organitzada i desenvolupada.
Mijaíl Bajtín també dona molt d'èmfasi al concepte de dialoguisme en les seves obres, el qual es fonamenta en que tots els enunciats van dirigits cap a altres enunciats. Per aquesta raó el diàleg no es únicament un conjunt de codis arbitraris, sinó que és el conjunt d'enunciats que intercanvien de forma immediata o no els interlocutors. Aquests enunciats contenen un context sociohistòric. En aquesta polifonia del discurstambé sorgeix el concepte de heteroglòssia, la qual, segons Bajtín, fa referència a la versatilitat del llenguatge, del seus components i la seva coexistència dintre d'aquest. L'heteroglòssia també és la condició base que regeix l'operació de significat en qualsevol expressió i fer una expressió significa adquirir o apropiar-se de paraules d'altres individus i utilitzar-les amb la pròpia intenció, donant un sentit propi a allò que s'està aprenent o explicant.

### Gordon Wells: Indagació dialògica
Wells (1990) defineix la indagació dialògica en el seu llibre anomenat "Dialogic Inquiry. Toward a Sociocultural Practice and Theory of Education", en el qual fa una anàlisi de la teoria sociocultural de Lev Vigotsky i de la perspectiva del lingüista M.A.K. Halliday.Segons Well la indagació dialògica és la cooperació i les relacions entre el individu, la societat i l'esperit indagador de les persones a l'hora de trobar solucions i entendre situacions amb ajuda dels altres, a partir d'interaccions comunicatives.

### Ramón Flecha: Aprenentatge dialògic
Per a Flecha (1997), l'aprenentatge dialògic, el qual es troba dintre de les comunitats d'aprenentatge, consisteix en adquirir coneixements a partir de les interaccions dialògiques entre les persones, emprant un diàleg igualitari on, a partir d'aquest, donen significat a la seva realitat. L'aprenentatge dialògic es regeix per els principisde: diàleg igualitari, intel·ligència cultural, transformació, dimensió instrumental, creació de sentit, solidaritat i igualtat de diferències.
Actualment, ens situem a la fase de la societat de la informació per a tothom, on trobem una bretxa entre ciutadans de diferents edats. Per a disminuir-la hi han diferents projectes i l'aprenentatge dialògic n'és un molt important. En el gir dialògic de la societat, el paper del diàleg ha guanyat molta importància al estar present en les investigacions sociològiques contemporànies, estenent la seva influència des de temes com la política fins a les relacions interpersonals. En conseqüència, és exigit el diàleg a les relacions de poder a l'hora de prendre decisions que afecten tant individual com socialment (Flecha,2011) .
En l'actual societat de la informació, l'aprenentatge dialògic en la pedagogia depèn més de la correlació de les interaccions que el nen o nena manté amb les persones del seu entorn en multitud d'espais d'aprenentatge i de desenvolupament que d'altres factors.

### Paulo Freire: Teoria de l'acció dialògica
Segons Freire (1970) el diàleg és un fenomen humà i la comunicació és essencial per adquirir gradualment coneixements a partir de les interaccions que mantenim al llarg del temps i l'objectiu de l'acció dialògica és revelar la veritat a partir d'aquestes interaccions. Com a pedagog Freire era partícip d'emprar un mètode en el qual els educadors creessin condicions per al diàleg, per tal de promoure un aprenentatge lliure i fomentar l'esperit crític en els alumnes.
Freire divideix el diàleg en dues dimensions; l'acció i la reflexió on una no existeix sense l'altre i la seva derivació és la praxi. Els elements que formen la Teoria de l'Acció Dialògica son; la col·laboració, en la qual no hi ha persona dominant, sinó la cooperació a partir de la comunicació, la unió, la qual s'aconsegueix modificant els mecanismes de divisió de la societat que separen al subjecte de la realitat (eslogans...), l'organització, que aporta disciplina, ordre, decisió, objectius, etc i la síntesi cultural la qual incideix en l'estructura social.